# Maryland County
Maryland County är en region i Liberia. Den ligger i den sydöstra delen av landet, 400 km sydost om huvudstaden Monrovia. Antalet invånare är 136 404. Arean är 2 297 kvadratkilometer. Dess regionhuvudort är Harper.
Maryland County delas in i två distrikt: Barrobo District och Pleebo/Sodeken District.